# Ilha Melville (Nova Escócia)
Ilha Melville é uma pequena península em Nova Escócia, Canadá, localizada no Northwest Arm de Halifax Harbour, a oeste da Ilha do Homem Morto. É um dos municípios da região de Halifax. Seu terreno é rochoso, com solo fino e ácido, mas suporta, limitadamente, um habitat florestal.
A ilha foi descoberta por europeus no século 17, apesar de ter sido provavelmente explorada por indígenas anteriormente. Foi inicialmente usada para armazéns, antes de ser adquirida pelos britânicos, que construiram um acampamento para prisioneiros de guerra para manter cativos das Guerras Napoleônicas e depois da Guerra de 1812. O cemitério para os presos era na Ilha do Homem Morto.
Depois,a Ilha Melville foi usada como abrigo para refugiados negros que escaparam da escravidão nos EUA, depois como hospital de quarentena para imigrantes vindos da Europa (principalmente Irlanda). Ela serviu brevemente como um centro de recrutamento para a Legião Estrangeira Britânica durante a Guerra da Criméia, e foi então foi vendida aos ingleses para ser usada como uma prisão militar. Em 1907, o terreno foi concedido ao governo canadense, que a utilizou para deter cidadãos alemães e austro-húngaros durante a Primeira Guerra Mundial. Durante a Segunda Guerra Mundial, prisioneiros foram enviados para a Ilha McNabs, e depósitos de munições foram mantidos na Ilha de Melville.
A península agora abriga a sede do clube e marina da Armdale Yacht Club. Ilha de  tem sido alvo de uma série de obras culturais, a maioria dos quais dizem respeito a seu uso como uma prisão.